# Château de Tonquédec
Pour les articles homonymes, voir Tonquédec (homonymie).
Le château de Tonquédec est un château fort situé sur la commune de Tonquédec, à 8,5 km de Lannion, dans le département français des Côtes-d'Armor, en Bretagne.

## Historique
Le site comportait à l'origine une motte castrale, d'environ 40 m de diamètre pour une superficie de 1 360 m2, implantée à environ 60 m en avant du donjon actuel, sur un éperon barré dominant la vallée du Léguer. Le premier château en pierres a probablement été édifié au milieu du XIIe siècle par Prigent, vicomte de Tonquédec.
Selon le Service de l’Inventaire du patrimoine en Bretagne, la lignée de Tonquédec « se serait fondue » à la fin du XIIe siècle dans celle des Coëtmen par le mariage de l’héritière de Prigent avec Geslin de Coëtmen. Toutefois, la recherche récente précise que la pièce tardive invoquée pour étayer cette tradition (BNF ms. fr. 8269, fin XVe siècle, p. 259) « n’a absolument aucune valeur ». En l’état, ce rattachement personnel de Geslin à Tonquédec doit donc être présenté comme une tradition contestée, et non comme un fait établi.
En revanche, l’ancrage de Tonquédec dans la lignée des Coëtmen est attesté pour ses descendants : en 1294, le Livre des Ostz mentionne le « vicomte de Tonquédec », tenu avec son vassal et cousin Roland de Dinan-Montafilant de fournir cinq chevaliers d’ost au duc de Bretagne.
Durant la Guerre de Succession de Bretagne, Roland II de Coëtmen, vicomte de Tonquédec, soutien de Jeanne de Penthièvre contre Jean de Montfort, est fait prisonnier à la bataille d'Auray. Son petit-fils, Roland III de Coëtmen, signe en 1381 le second traité de Guérande mais rejoint plus tard la révolte d'Olivier V de Clisson contre le duc de Bretagne. Alain du Perrier, maréchal de Bretagne, s'empare alors du château de Tonquédec et Jean IV de Bretagne le fait démolir en 1395.

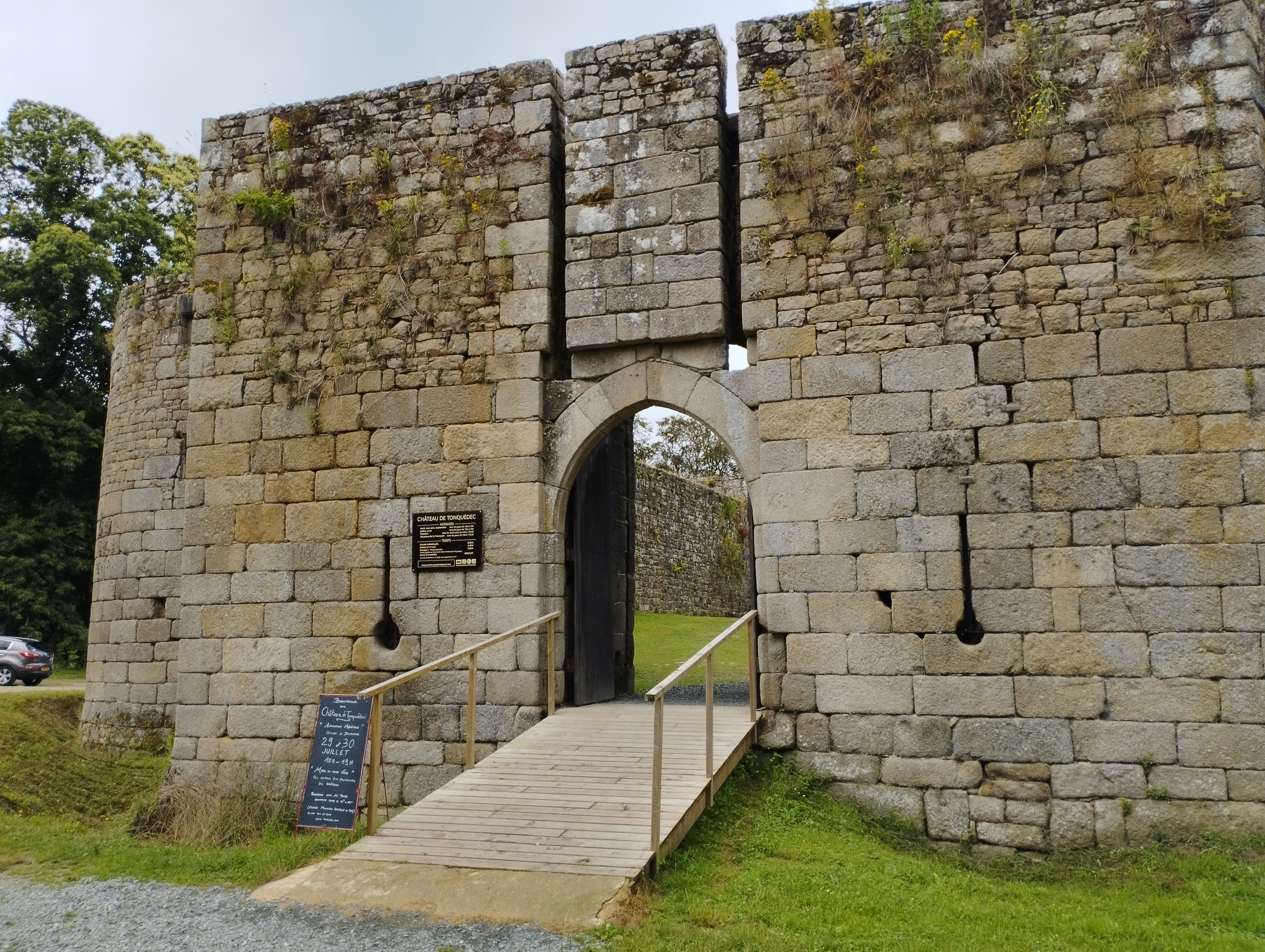
Entrée de la barbacane.

En 1406, Roland IV de Coëtmen obtient de Philippe le Hardi, tuteur du duc Jean V alors mineur, la somme de 3 000 livres pour reconstruire le château. Vers 1474, Jean II de Coëtmen fait reconstruire l'aile ouest en « Grand Logis ». À sa mort, le château passe dans la famille d'Acigné par le mariage de sa fille Gilette avec Jean VI d'Acigné puis il est vendu, en 1573, par leur petit-fils mais réclamé par Charles Gouyon, baron de La Moussaye, en application du droit de retrait lignager. Charles Gouyon adapte l'architecture du château à l'artillerie entre 1577 et 1582.

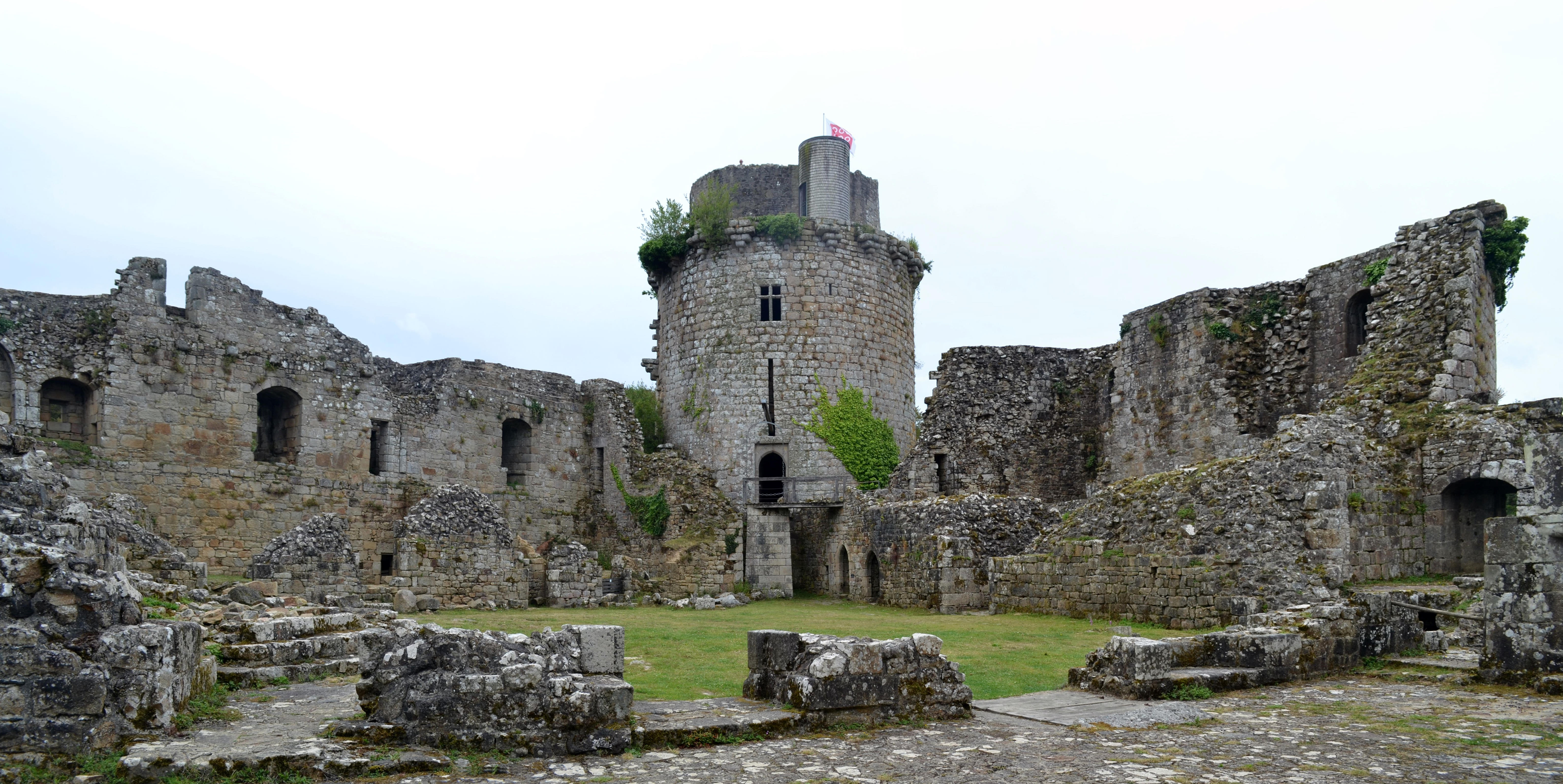
Vue intérieure depuis l'aile ouest.

Durant les guerres de Religion, La Moussaye, étant huguenot, soutient le parti du roi Henri IV contre les troupes de la Ligue du duc de Mercœur. Le château réputé imprenable constitue alors un bastion huguenot isolé dans un territoire acquis à la Ligue. Les garnisons installées dans les châteaux de Tonquédec et de Coatfrec s'appuient sur ces deux places pour mener des raids en territoire ennemi. En 1591, l'évêque de Tréguier, Guillaume du Halgouët, favorable au roi, se réfugie au château de Tonquédec. En 1593, le chef de guerre Guy Éder de La Fontenelle est momentanément emprisonné à Tonquédec puis libéré en échange d'une forte rançon. En 1595 et 1597, la garnison de Tonquédec participe au siège de l'île Tristan, repaire de Guy Éder situé dans la baie de Douarnenez. En 1614, le baron de Marcé, frère du vicomte de Tonquédec, s'empare du château et conspire contre le roi. Dans la nuit du 17 au 18 avril 1614, sur ordre de Marie de Médicis, un groupe de gentilshommes dirigé par Jonathan de Kergariou s'empare du château après un raid audacieux sur le donjon. À la demande de la ville de Lannion, Richelieu ordonne en 1626 le démantèlement partiel du château mais ne le fait pas raser eu égard au loyalisme des Gouyon de La Moussaye, propriétaires des lieux.
Le château tombe progressivement en ruine. En 1792, son propriétaire, René-André du Quengo est arrêté alors qu'il est porteur de lettres pour le comte d'Artois. Ses biens sont mis sous séquestre et il est inscrit sur la liste des émigrés. Amnistié en 1801, René-André du Quengo vend le château pour rembourser ses dettes. Antoine-Denis Périn, propriétaire à Excideuil, l'acquiert pour 60 000 francs. Le château est racheté vingt ans plus tard par la veuve du Quengo, sans descendance, qui en fait don au comte de Chambord. Celui-ci ayant refusé le don, le château échoit à la nièce de la veuve du Quengo qui le vend en 1879 à Jules Grosset, un marchand de biens prévoyant de vendre toutes les pierres à l'unité. Le marquis de Keroüartz lui rachète le château et le donne à sa fille qui a épousé le comte Pierre de Rougé, descendant en ligne directe des seigneurs de Coëtmen.
Le château est classé monument historique par la liste de 1862. À partir de 1950, la famille de Rougé restaure peu à peu l'édifice et l'ouvre à la visite, d'abord sous la direction du comte Claude de Rougé, puis à partir des années 1960 avec son fils le comte Bertrand de Rougé, dont l'œuvre à Tonquédec reste marquante. Celui-ci fait restaurer la tour d'Acigné, en restituant les planchers des étages, ce qui permet de créer des espaces d'exposition. Il restitue également son pont-levis, ainsi que celui du donjon Nord (tour de Rougé). Quand l'âge ne lui permet plus de venir sur place, il confie la gestion du monument en 2000 à son épouse Marie de Rougé, qui, pour rendre le lieu vivant et ouvert à tous, crée des reconstitutions médiévales avec succès. Son fils Aymeric de Rougé l'épaule dans cette gestion,,, il publie également en 2011 un ouvrage mis à jour sur le château,. Au printemps 2022, le monument est transmis à sa sœur Victoire de Rougé, propriétaire depuis lors.

## Architecture

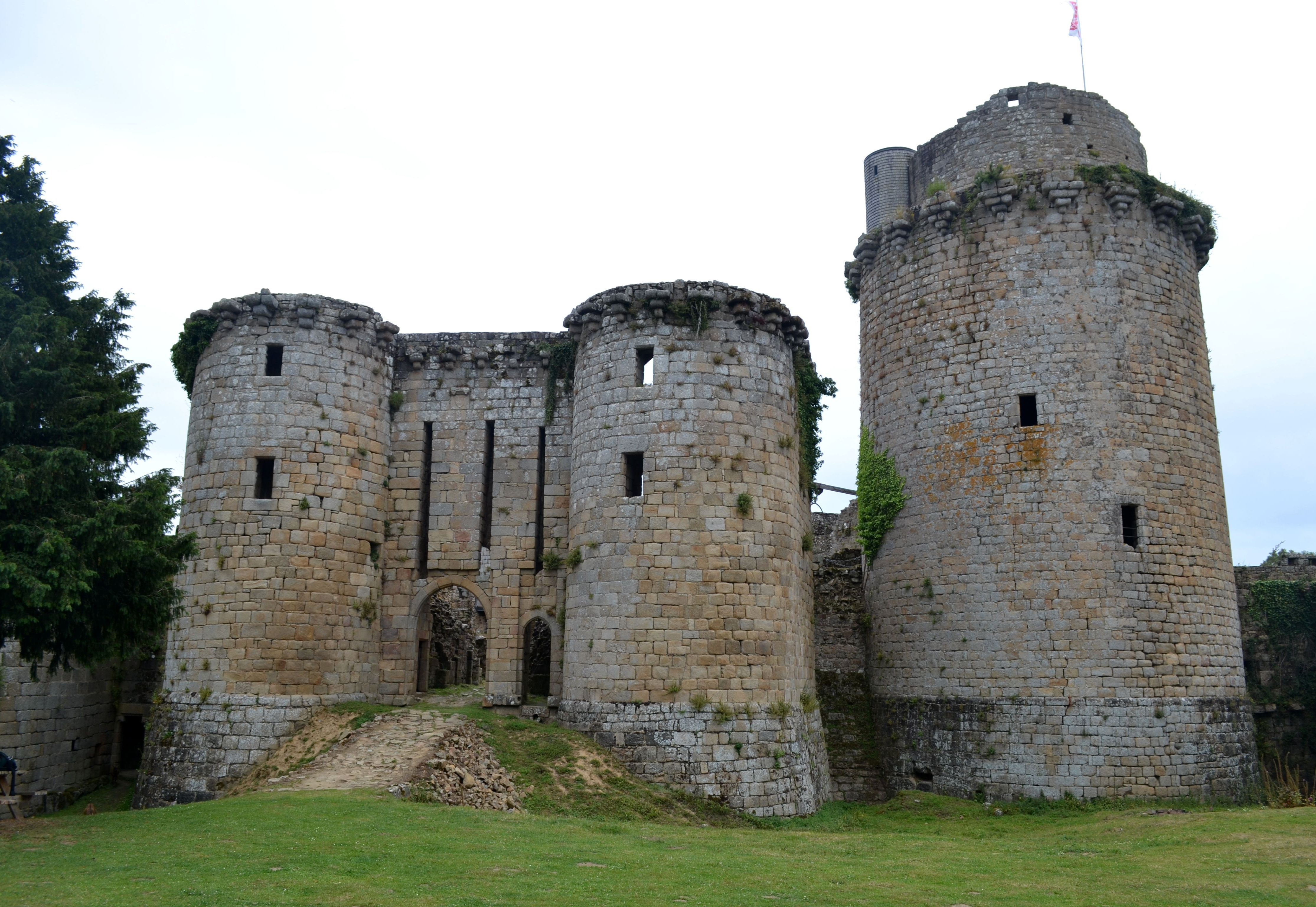
Le châtelet et la tour d'Acigné.

Le plan actuel en trapèze du corps principal du château date de la reconstruction de Roland IV. 
La barbacane couvre une superficie sensiblement égale à celle du reste du château. Elle devait servir de basse-cour et pouvait servir de refuge à une population et à ses animaux en cas de danger. Sa construction date du XIVe siècle et elle fut probablement achevée au XVIe siècle durant les combats de la Ligue : une partie des murs ont été montés avec des pierres de blocage nettement distinctes des blocs taillés précédemment utilisés. Les murs mesurent au plus 3,50 m  de hauteur pour une épaisseur moyenne de 2,20 m. Ils comportent des bouches à feu rondes surmontées d'une mire verticale. La barbacane ouvre au sud-ouest par une porte charretière protégée par un pont-levis et défendue de part et d'autre par une bouche à feu destinée à battre le chemin d'accès au château.

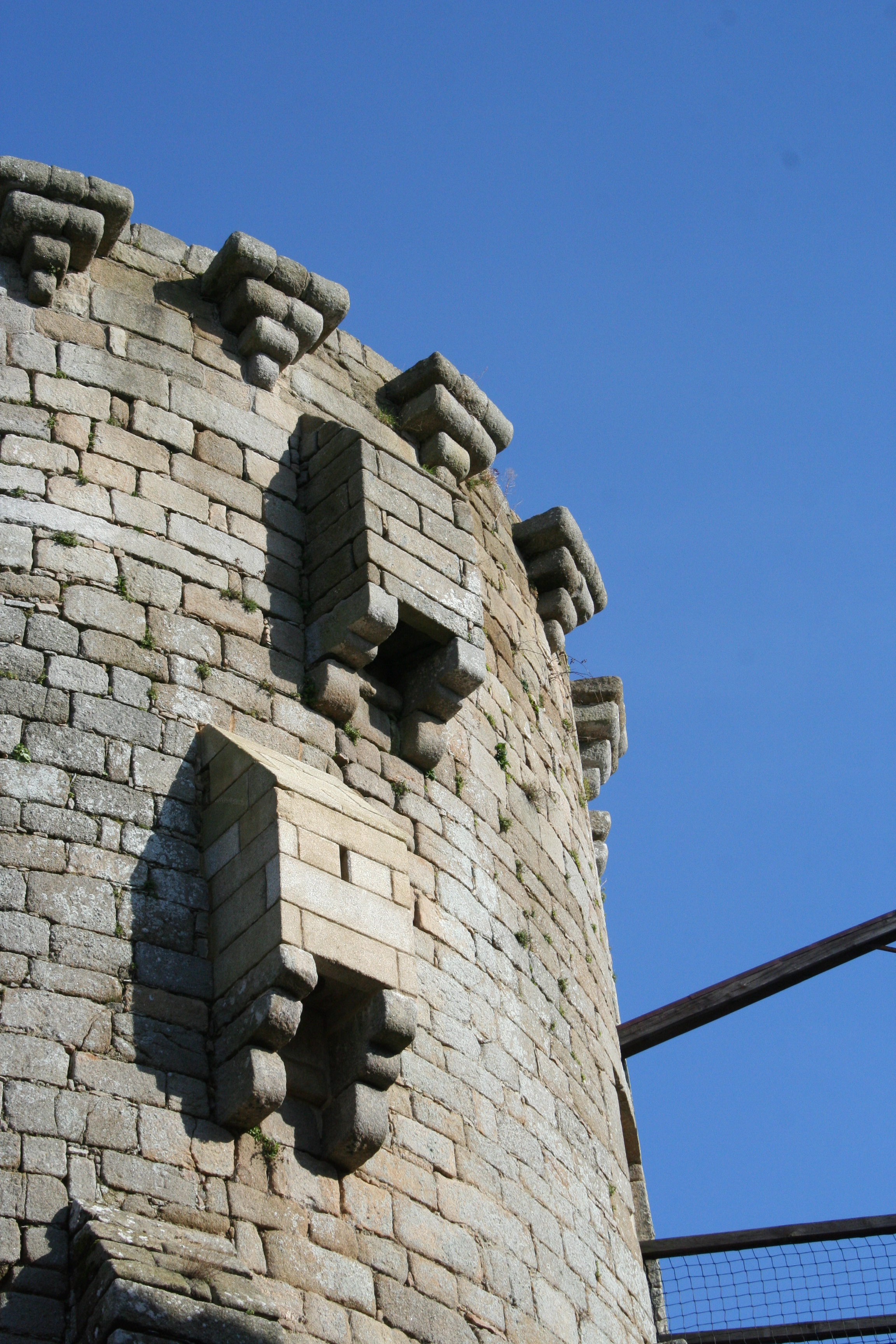
Encorbellement breton et latrines sur la tour de Rougé.

Le châtelet du premier château a été englobé dans le nouveau châtelet du second château au XIIIe siècle. La superposition des deux constructions permet d'obtenir des murs plus épais, atteignant 6 à 8 m d’épaisseur à la base, réduisant les effets d'un éventuel travail de sape. Le châtelet est encadré par deux tours saillantes comportant trois meurtrières, surmontée d'une galerie de mâchicoulis dit « en encorbellement breton » (en forme de pyramide inversée). La voûte de la tour de gauche est encore en place mais pas celle de la tour de droite qui a été retirée lors d'une restauration contemporaine. Le châtelet comporte une porte charretière et une porte piétonne équipée à l'origine chacune d'un pont-levis, les rainures des arbres respectifs des pont-levis sont encore très bien visibles. L'escalier de la tour gauche dessert deux petites pièces qui devaient servir de cachots. Les meurtrières visibles au rez-de-chaussée de part et d'autre de l'entrée datent du premier château mais ont été réaménagées pour le second château.
En 1406, Roland IV fait édifier des courtines avec des tours de même hauteur pour créer un niveau de défense et de circulation continu. Durant les guerres de religion, l'ensemble des courtines abritait dix canonnières protégeant l'accès au château et le fossé nord-est. La courtine nord-est mesure 35 m de long. Côté intérieur, elle abritait le corps d'habitation principal du château. Le rez-de-chaussée correspond à des pièces sans fenêtres vers l'extérieur dont une hébergeant un grand four à pain. Les pièces du premier étage disposent de fenêtres donnant sur l'extérieur, dont une chapelle. La courtine nord est la plus endommagée. Elle devait comporter un dispositif d'accès au donjon nord dit tour de Rougé. La courtine ouest a été transformée en « Grand Logis » par Jean II. Ce logis comprend trois grandes salles d'habitation ouvrant sur la vallée du Léguer par cinq grandes baies.  Le grand escalier qui desservait ces appartements  a désormais disparu, il n'en subsiste que les soubassements. Le sous-sol abrite un grand cellier voûté qui ouvre sur la cour centrale par une trémie par laquelle on pouvait monter ou descendre de grands tonneaux au moyen de cordes. Le logis est prolongé au sud-ouest par une grosse tour basse en forme de fer à cheval qui a été aménagée avec des canonnières permettant un tir rasant en protection du châtelet.
La tour de Rougé a été édifiée à l'extrémité de l'éperon barré, elle est destinée à surveiller la vallée du Léguer et sert d'ultime refuge en cas de prise de la basse-cour. Elle mesure encore 21 m de hauteur mais devait être surmontée d'une tourelle (comme celle visible sur la tour d'Acigné). On y accède par un pont-levis s’abattant sur une pile à 11 m de hauteur. De l'autre côté de cette pile, vers la courtine, on devait accéder au château soit par un second pont-levis soit par un pont dormant. L'ouverture actuellement visible à la base du donjon et les deux courtines le reliant au reste du château, au nord-ouest et au nord-est, datent du XVIe siècle. Les quatre étages de la tour sont desservis par un escalier interne de 76 marches. Chaque étage comportait une cheminée monumentale et les trois étages supérieurs disposent de latrines extérieures. Les salles sont éclairées par des fenêtres rectangulaires étroites.
La tour d'Acigné, au sud-est, a été construite sur le même modèle que la tour de Rougé. Elle est destinée à protéger le châtelet et à surveiller l'accès du château. Elle mesure 22,5 m de hauteur. Elle comprend trois étages avec cheminées et latrines et deux salles de garde dans la tourelle supérieure. La partie basse est pleine probablement pour réduire les risques de sape.

## Postérité
En 1974, le château-fort a été utilisé comme lieu de tournage pour des scènes du film Que la fête commence.
Le château-fort est ouvert à la visite d'avril à octobre.